# مایدان، شهرستان توماشوف لوبلسکی
مایدان (به لهستانی: Majdan) یک زیستگاه انسانی در منطقه اداری گمینا تلاتن واقع در شهرستان توماشوف لوبلسکی استان لوبلین در شرق کشور لهستان است. این ناحیه در ۸ کیلومتری شمال‌شرقی تلاتن، ۴۰ کیلومتری شرق توماشوف لوبلسکی و ۱۲۴ کیلومتری جنوب‌شرقی مرکز ناحیه، شهر لوبلین واقع شده‌است.